# 国際連合ナミビア独立支援グループ
国際連合ナミビア独立支援グループ（こくさいれんごうナミビアどくりつしえんグループ United Nations Transition Assistance Group,UNTAG）はナミビアの独立移行の支援を行なった国際連合の組織・活動。国際連合平和維持活動の一であり、1989年から1990年まで活動した。

## 概要
第一次世界大戦後、ドイツ領南西アフリカは南アフリカ連邦の委任統治下に置かれていた（南西アフリカ）。第二次世界大戦後、国際連合による信託統治領への移行が図られたが、南アフリカはこれを拒否し、南西アフリカの実効支配を続けていた。1966年に国連総会でも、南アフリカへの委任が取り消され、南西アフリカの統治は国連が行なうことが決議された。1967年に国連南西アフリカ委員会が設立され、これは地域名のナミビアへの呼称変更と共に国連ナミビア委員会に改称されている。1969年には安全保障理事会決議264でも総会の方針を確認している。この間、南西アフリカ人民機構(SWAPO)が結成され、ナミビアでのゲリラ活動を開始していた。
1975年に北隣のアンゴラでの内戦が激化すると、南アフリカはナミビアを経由しアンゴラへ武力介入を行なった（南アフリカ国境戦争）。アンゴラ内戦は米ソの代理戦争の面があり、ナミビア独立への動きはなかなか進展しなかった。この間、1976年には決議385にて、ナミビア独立に際しては国連監督下の自由で公正な選挙が必要と決議している。
1988年になると、冷戦は緩和され、アンゴラ内戦もキューバ軍が国外撤退するなど、状況が変化してきた。アンゴラへの武力介入の必要も無くなり、国際的非難の高まりもあり、南アフリカは1978年に出されていた決議435を受け入れ、ナミビア独立への移行作業が開始されることとなった。決議435を確認した1989年2月16日の決議632に基づき、UNTAGが設立されることとなる。
UNTAGはSWAPOと南アフリカ軍の停戦を監視し、自由で公正な選挙を行なえる環境を作り出すことを目的としている。1989年4月より活動を開始した。文民1,500名および軍事要員8,000名からなっており、南アフリカとの交渉や南アフリカ軍の撤退および停戦の監視、ゲリラの武装解除、治安維持支援、難民帰還支援、選挙支援を行なった。
1989年11月に350以上の投票所が設置され、議会選挙投票が行なわれた。これにより1990年2月に憲法が制定、続く3月21日には独立を果たしている。ナミビア独立によりUNTAGの任務は完了し、3月28日の国際連合事務総長の報告をもって解散した。